# Zygonychidium
Zygonychidium is een geslacht van libellen (Odonata) uit de familie van de korenbouten (Libellulidae).

## Soorten
Zygonychidium omvat 1 soort:
- Zygonychidium gracile Lindley, 1970